# Reinhold von Werner

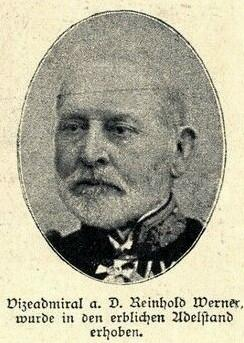
Reinhold von Werner

Siegmund Heinrich Reinhold von Werner (* 10. Mai 1825 in Weferlingen; † 26. Februar 1909 in Wiesbaden) war ein deutscher Vizeadmiral und Militärschriftsteller.

## Leben
Werner begann seine Laufbahn 1842 in Hamburg auf einem Handelsschiff und trat 1849 als Auxiliaroffizier in die deutsche Marine ein. Nach deren Auflösung 1852 ging er als Leutnant zur See in preußische Dienste und wurde 1856 Kapitänleutnant.
Als Kommandant des Transportschiffs Elbe war Werner von 1859 bis 1862 Teilnehmer der Preußischen Ostasienexpedition. Als Leutnant zur See 1. Klasse war er von Mai 1863 bis zur zwischenzeitlichen Außerdienststellung im November 1863 Kommandant der Gefion.
Bei Ausbruch des Deutsch-Dänischen Krieges 1864 erhielt er das Kommando der Dampfkorvette Nymphe, mit der er sich im Gefecht bei Jasmund auszeichnen konnte. Er wurde dann zum Korvettenkapitän befördert, erhielt von Juni 1865 bis März 1866 erneut das Kommando über die Gefion und später das Kommando über das Panzerschiff Arminius. Mit diesem Schiff nahm er im Deutschen Krieg die hannoverschen Befestigungen an der Elbe, der Weser und an der Ems ein.
Zwischen 1867 und 1869 war Werner Oberwerftdirektor in Danzig, erhielt dann das Kommando über das Panzerschiff Kronprinz und wurde 1870 zum Kapitän zur See ernannt. Mit der Kronprinz bewachte Werner während des Deutsch-Französischen Krieges als Teil des Hauptgeschwaders der Marine des Norddeutschen Bundes die Weser- und Jademündungen, nahm aber nicht an Gefechten teil. 1873 wurde er als Chef des Reichsgeschwaders mit fünf Schiffen nach Westindien entsandt und sollte daran anschließend eigentlich eine Weltumsegelung mit diesem Geschwader durchführen. Werners Flaggschiff war die Panzerfregatte Friedrich Carl. Inzwischen war allerdings in Spanien der Dritte Carlistenkrieg ausgebrochen und Werner wurde an die Spanische Atlantikküste gerufen, um mit seinem Geschwader für den Schutz der deutschen Bevölkerung zu sorgen. Hier nahm Werner am 25. Juli 1873 das von den Aufständischen besetzte Kanonenboot Vigilante und am 1. August gemeinsam mit der englischen Panzerfregatte Swiftsure die Panzerfregatte Vitoria und die Holzfregatte Almansa, wobei er die gesamte Besatzung von 1.400 Mann entwaffnete.
Das Vorgehen Werners fand nicht die Billigung des Reichskanzlers Otto von Bismarck, deshalb wurde er von seinem Posten als Geschwaderchef abberufen, um wegen Überschreitung seiner Befugnisse vor ein Kriegsgericht gestellt zu werden. Hier erhielt er jedoch einen einstimmigen Freispruch. Werner wurde dann zum Oberwerftdirektor von Wilhelmshaven ernannt und 1875 zum Konteradmiral befördert, gleichzeitig auch als Chef der Marinestation der Ostsee eingesetzt.
Durch seine Bestätigung des Gutachtens der Sachverständigen-Kommission über den Untergang der Großer Kurfürst zog er sich die Ungunst des Ministers von Stosch zu und forderte und erhielt am 15. Oktober 1878 seinen Abschied. Er übersiedelte nach Wiesbaden, erhielt am 10. Mai 1898 den Charakter als Vizeadmiral und wurde am 18. Januar 1901 in den erblichen Adelsstand erhoben. Werner lebte zuletzt in Wiesbaden in der Martinstraße 2.

## Werke
- Atlas des Seewesens. Reprint-Verlag. Leipzig. Neuausgabe der Originalausgabe von 1871. ISBN 3-8262-2311-X.
- Die preußische Expedition nach China, Japan und Siam in den Jahren 1860, 1861 und 1862. Reisebriefe. Leipzig (2. A., 1873) Digitalisat der Bayerischen Staatsbibliothek.
- (anonym erschienen): Die preußische Marine. Ihre Beteiligung am Deutsch-Dänischen Kriege, ihre Bedeutung und Zukunft. Berlin (1864).
- Das Buch von der deutschen Flotte. Bielefeld (8. A., 1902).
- Die Schule des Seewesens. Leipzig (1866).
- Das Buch von der deutschen Flotte. 1866.
- Seebilder. Bielefeld (1876).
- Erinnerungen und Bilder aus dem Seeleben. Berlin (1880). (Digitalisat und Volltext im Deutschen Textarchiv) (6. A., 1898).
- Berühmte Seeleute. 2 Bände. Berlin (1882–84).
- Der Peter von Danzig. Historische Erzählung aus der Zeit der Hanse. 1882.
- Auf See und an Land. Berlin (1884).
- Drei Monate an der Sklavenküste. Stuttgart (1885).
- Dirk Mallinger. Leipzig (2. A., 1888).
- Auf fernen Meeren und daheim. Berlin (1893).
- Neue Seemannsbücher. Berlin (1895 ff.)
- Salzwasser. Erzählungen aus dem Seeleben. Berlin (2. A., 1897).
- Bilder aus der deutschen Seekriegsgeschichte von Germanicus bis Kaiser Wilhelm II. München (1898).
- Admiral Karpfanger. Eine Erzählung aus Hamburgs Vorzeit. 1900.
- Deutschlands Ehr im Weltmeer. 1902.
- Eine erste Seereise. Berlin.
- Im Boot auf dem Ozean und andere Erzählungen. Berlin.

1864 begründete Werner die Zeitschrift Hansa, Zeitschrift für See- und Rettungswesen.